# Igernella mirabilis
Igernella mirabilis är en svampdjursart som beskrevs av Claude Lévi 1961. Igernella mirabilis ingår i släktet Igernella och familjen Dictyodendrillidae. Inga underarter finns listade i Catalogue of Life.